# Copa de las Regiones de la UEFA
La Copa de las Regiones de la UEFA es una competición internacional de fútbol organizada por la UEFA en la que toman parte combinados regionales de Europa integradas por jugadores no profesionales. Fue creada en 1998 y fue la segunda competición UEFA tras la extinta Copa de la UEFA Amateur (disputada por selecciones) en la que participan combinados no profesionales.

## Formato de competición
- Rondas previas estatales: cada federación disputa las eliminatorias con sus regiones.
- Fase previa: 8 equipos divididos en 2 grupos de 4 equipos. Choques a partido único. Se clasifican los ganadores de grupo (2 equipos). Cada grupo se juega en una sede fija.
- Primera fase: 32 equipos divididos en 8 grupos de 4 equipos. Choques a partido único. Se clasifican los ganadores de grupo (8 equipos). Cada grupo se juega en una sede fija.
- Fase intermedia: desaparecida en el formato actual.
- Segunda fase: 8 equipos divididos en 2 grupos de 4 equipos. Choques a partido único. Se clasifican los ganadores de grupo (2 equipos). Los dos grupos y la final se juegan en la misma sede.
- Final: A partido único.

## Historial
| Ed.  | Temporada | Campeón                                 | Res.                                    | Subcampeón                              | Sede                                    |
| ---- | --------- | --------------------------------------- | --------------------------------------- | --------------------------------------- | --------------------------------------- |
| I    | 1998-99   | Véneto                                  | 3–2 (t.s.)                              | Madrid                                  | Abano Terme                             |
| II   | 2000-01   | Moravia                                 | 2–2 (4:2 p.)                            | Braga                                   | Zlín                                    |
| III  | 2002-03   | Piamonte                                | 2–1                                     | Ligue du Maine                          | Heidenheim                              |
| IV   | 2004-05   | País Vasco                              | 1–0                                     | Región Sudoeste                         | Proszowice                              |
| V    | 2006-07   | Baja Silesia                            | 2–1 (t.s.)                              | Región Sudeste                          | Sliven                                  |
| VI   | 2008-09   | Castilla y León                         | 2–1                                     | Oltenia                                 | Zapresic                                |
| VII  | 2010-11   | Braga                                   | 2–1                                     | Leinster & Munster                      | Barcelos                                |
| VIII | 2012-13   | Véneto                                  | 0–0 (5:4 p.)                            | Cataluña                                | Abano Terme                             |
| IX   | 2014-15   | Región Oriental                         | 1–0                                     | Condado de Zagreb                       | Dublín                                  |
| X    | 2016-17   | Condado de Zagreb                       | 1–0                                     | Munster & Connacht                      | Estambul                                |
| XI   | 2018-19   | Baja Silesia                            | 3–2                                     | Baviera                                 | Burghausen                              |
| -    | 2020-21   | Suspendida por la pandemia de COVID-19. | Suspendida por la pandemia de COVID-19. | Suspendida por la pandemia de COVID-19. | Suspendida por la pandemia de COVID-19. |
| XII  | 2022-23   | Galicia                                 | 3–1                                     | Belgrado                                | Villagarcía de Arosa                    |
| XIII | 2024-25   | Aragón                                  | 1–0                                     | Baja Silesia                            | Acquaviva                               |

### Palmarés
En cursiva se indica la edición que fueron anfitriones.
| País            | Títulos | Subcamp. | Equipos campeones                                                     | Equipos subcampeones                                |
| --------------- | ------- | -------- | --------------------------------------------------------------------- | --------------------------------------------------- |
| España          | 4       | 2        | País Vasco (2005) Castilla y León (2009) Galicia (2023) Aragón (2025) | Madrid (1999) Cataluña (2013)                       |
| Italia          | 3       | –        | Véneto (1999) Piamonte (2003) Véneto (2013)                           | –                                                   |
| Polonia         | 2       | 1        | Baja Silesia (2007) Baja Silesia (2019)                               | Baja Silesia (2025)                                 |
| Irlanda         | 1       | 2        | Región Oriental (2015)                                                | Leinster & Munster (2011) Munster / Connacht (2017) |
| Portugal        | 1       | 1        | Braga (2011)                                                          | Braga (2001)                                        |
| Croacia         | 1       | 1        | Zagreb (2017)                                                         | Zagreb (2015)                                       |
| República Checa | 1       | –        | Moravia (2001)                                                        | –                                                   |
| Bulgaria        | –       | 2        | –                                                                     | Región Sudoeste (2005) Región Sudeste (2007)        |
| Francia         | –       | 1        | –                                                                     | Ligue du Maine (2003)                               |
| Rumania         | –       | 1        | –                                                                     | Oltenia (2009)                                      |
| Alemania        | –       | 1        | –                                                                     | Baviera (2019)                                      |
| Serbia          | –       | 1        | –                                                                     | Belgrado (2023)                                     |